# Wilhelm Maly
Wilhelm Maly (* 4. Februar 1894 in München; † 17. März 1943 in Davos) war ein deutscher Maler und Bildhauer.

## Leben und Wirken
Wilhelm wurde 1894 als zweites von neun Kindern des Hofdekorationsmalers Wenzel Maly und seiner Frau Maria geboren. Er begann seine Ausbildung im väterlichen Betrieb und ab 1910 an der Münchner Kunstgewerbeschule. Von 1914 bis 1922 studierte er an der Akademie der Bildenden Künste München bei Ludwig von Herterich. Das Studium wurde vom Kriegseinsatz unterbrochen, von dem er 1917 schwer verletzt zurückkehrte.
Es folgten Studienreisen nach Italien, Frankreich, Holland und in die Schweiz. Maly war ab 1922 Mitglied der Künstlervereinigung Münchener Neue Secession, beteiligte sich an deren Ausstellungen und wirkte zeitweilig im Vorstand mit. 1927 heiratete er die Kunsthistorikerin Lotte von Hügel.
Wilhelm Maly malte Menschen, Landschaften und Stillleben in kräftigen Farben als Aquarell, Gouache oder in Öl. Sein Stil war vom Expressionismus der Künstler der Brücke und des Blauen Reiters geprägt. Hauptwerk seiner bildhauerischen Tätigkeit war die überlebensgroße, aus einer Wasserpappel geschlagene Skulptur Menschenpaar. Sie wurde 1929 auf der Jahresausstellung des Deutschen Künstlerbundes gezeigt und mit dem Kunstpreis der Stadt Köln ausgezeichnet.
Maly wurde Mitglied im Deutschen Künstlerbund und erhielt auf dessen Vorschlag 1935 den Villa-Romana-Preis. Ab April 1936 lebte und arbeitete er ein halbes Jahr in Florenz in der Villa Romana und blieb mit deren Leiter Hans Purrmann auch nach seinem Aufenthalt in freundschaftlichem Briefwechsel verbunden.
Das nationalsozialistische Regime diffamierte die Moderne Kunst als „entartet“. 1936 wurde der Deutsche Künstlerbund, ein Jahr später die Münchener Neue Secession zwangsweise aufgelöst. Maly erhielt Ausstellungs- und Malverbot. Im August 1937 wurde sein Gemälde Mädchen mit verdeckter Brust aus dem Bestand der Münchner Neuen Staatsgalerie beschlagnahmt und im Folgejahr in der Wanderausstellung „Entartete Kunst“ als „Verfallskunst“ präsentiert.
Wilhelm Maly litt zunehmend an gesundheitlichen Problemen als Folge seiner Kriegsverletzung aus dem Ersten Weltkrieg. Ab 1941 hielt er sich zur Kur in Davos auf, wo er zwei Jahre später im Alter von 49 Jahren verstarb.

## Auszeichnungen und Ehrungen
- 1929: Preis der Stadt Köln anlässlich der Ausstellung des Deutschen Künstlerbundes[4]
- 1932: Stipendium der Dr. Ludwig Mond-Stiftung[5]
- 1935: Villa-Romana-Preis in Verbindung mit einem Studienaufenthalt in Florenz[6]

## Ausstellungen
- 1922–1932: Ausstellungen der Münchener Neuen Secession im Westflügel des Glaspalasts und nach dessen Brand 1931 im Bibliotheksbau des Deutschen Museums, München[7]
- 1925, 1931: Einzelausstellungen in der Galerie Barchfeld, Leipzig
- 1927: Gemeinschaftsausstellung (mit Fritz Wrampe) in der Galerie Thannhauser, München
- 1929: Jahresausstellung des Deutschen Künstlerbundes im Staatenhaus, Köln[8]
- 1930: Freie Kunstschau im Haus der Juryfreien, Berlin
- 1932: Ausstellung Nyere tysk kunst („Neuere deutsche Kunst“) in Oslo, Bergen, Stavanger und Köln[9]
- 1932: Düsseldorf-Münchener Kunstausstellung im Kunstpalast Düsseldorf
- 1933: Erste Ausstellung Aquarelle, Zeichnungen, Bildhauwerke des Deutschen Künstlerbundes, Magdeburg
- 1937: Sommer-Ausstellung Deutsche Kunst der Gegenwart des Heidelberger Kunstvereins
- 1946: Neue deutsche Kunst in der Kunstwoche der Stadt Konstanz
- 1947: Gedächtnisausstellungen Otto Geigenberger, Adolf Jutz, Wilhelm Maly in der Städtischen Galerie im Lenbachhaus, München[10]
- 1950: Große Kunstausstellung München im Haus der Kunst[11]
- 1958: Ehrenausstellung Münchener Neue Secession anlässlich der 800-Jahr-Feier der Stadt München[7]
- 1963: Große Kunstausstellung München im Haus der Kunst, Gedächtnisausstellung der verstorbenen Mitglieder der drei Künstlergruppen Neue Gruppe, Secession, Neue Münchener Künstlergenossenschaft[12]
- 1970: Ausstellung in der Murnauer Lesehalle
- 1977: Große Kunstausstellung München im Haus der Kunst, Sonderausstellung Drei Jahrzehnte Neue Gruppe[13]
- 1979: Ausstellung Die Zwanziger Jahre in München im Münchner Stadtmuseum[14]
- 2002: Ausstellung im Art-Atrium des Finanzgerichts München